# 刘东风
刘东风（1974年1月12日—），中国退役摔跤運動員，山东招远人。她在1991至1996年间五次夺得世界摔跤锦标赛金牌。2008年，入选国际摔跤联合会名人堂。

## 生平
刘东风为山东省招远县毕郭镇大曲庄村人。自小体格强健，进入体校练习田径投掷项目。适逢1987年国家体委在全国试点发展女子自由式摔跤，刘东风于次年被北京体育学院摔跤队教练许奎元看中，赴北京系统性接受摔跤训练。
1991年，中国国家女子摔跤队首次参加世界摔跤锦标赛，刘东风在体重最大的75公斤级中夺得金牌。此后，她连续夺得1992年、1993年、1995年、1996年世锦赛75公斤级冠军，成为继吉村祥子、浦野弥生后又一位女子自由式摔跤世锦赛五冠王。直到1997年，她才第一次在世锦赛上失利，最终摘得一枚铜牌。
退役后，刘东风在福建警察学院担任体育训练教师。她还是福建省摔跤协会副会长，并多次担任摔跤比赛裁判，包括2008年奥运会、2019年世界军人运动会等大型国际赛事。

## 荣誉
2008年，刘东风和另一位五届世锦赛冠军钟秀娥一同入选国际摔跤联合会名人堂。截至2025年，她们是名人堂中仅有的两位中国选手。